# 鍋立山トンネル
鍋立山トンネル（なべたちやまトンネル）は、北越急行ほくほく線まつだい駅 - ほくほく大島駅間の新潟県十日町市と上越市の境界にある鍋立山を貫く全長9,116.5 mの鉄道トンネルである。トンネル内に列車交換用の儀明信号場が存在する。
工事が凍結されていた4年程を含め、着工から完成までに 21年11ヶ月近くを要した、屈指の難工事トンネルとして知られる。

## 建設の背景
北越急行ほくほく線は、元は北越北線として改正鉄道敷設法別表55ノ3に「新潟縣直江津ヨリ松代附近ヲ經テ六日町ニ至ル鐵道」と規定されたものである。沿線となる魚沼・頸城地方は山が険しく豪雪地帯で、交通網の整備から取り残されていたことから、鉄道を整備して利便性を向上させることが悲願とされてきた。また、東京と北陸地方を短絡する経路を構成して時間短縮を図ることも可能とされた。なお、改正鉄道敷設法別表55ノ3では北越北線に続いて「及松代附近ヨリ分岐シテ湯澤ニ至ル鐵道」が規定されており、この「北越南線」とルートを巡って「南北戦争」と称される激しい争いが繰り広げられたが、最終的に北線の建設推進で一本化が図られ、1964年（昭和39年）9月28日に工事線への昇格と基本計画の設定、工事実施計画の指示が行われて、北越北線の着工が決定された。建設を担当することになったのは、同年に設立された日本鉄道建設公団であった。
六日町 - 十日町間は1968年（昭和43年）8月14日に、続いて十日町 - 犀潟間は1973年（昭和48年）3月24日にそれぞれ着工された。この十日町 - 犀潟間の工事実施計画において、「東頸城郡松代町、大島村、浦川原村とずい道にて西進し」と定められ、具体的にはまつだい駅（仮称松代駅）、儀明信号場、ほくほく大島駅（仮称頸城大島駅）と通る経路が設定された。こうして松代町と大島村の境にある標高640 mの鍋立山を貫くトンネルが建設されることになった。着工の時点では、日本国有鉄道（国鉄）の路線としての建設であったが、国鉄の経営再建に絡み一旦は建設が凍結され、第三セクター鉄道の北越急行に引き継がれて開通することになった。

## 建設計画

### 地形と地質
鍋立山トンネル周辺は緩い丘陵状の地形（東頸城丘陵）となっており、新生代第三紀中新世から鮮新世にかけての寺泊層、椎谷層、西山層などの地層から形成されている。この付近の褶曲体はなお活動を続けている活褶曲であるとされ、トンネルの中央部には蒲生背斜・蒲生向斜・儀明背斜の褶曲構造が存在している。これらの褶曲構造の部分では可燃性ガスや油類の湧出を招いた。特に蒲生背斜中央部付近では、塊状泥岩、片状泥岩、軟質泥岩、含礫泥岩などを主体に構成された極めて劣化した地質であった。こうした場所では15 kgf/cm2（約1.47 MPa）もの圧力がかかった天然ガスが胚胎しており、また地山の強度が低いため土圧は300 tf/m2（2.94 MPa、約30気圧）にも達していた。
この中央部付近では、極度の地山の膨張のために切羽（きりは。トンネル工事の先端部）が何度も押し戻されるという事態となった。こうした地盤は膨張性地山と呼ばれ、鍋立山トンネルにおいて難工事となった十日町市の蒲生地区周辺に位置するが、この付近では複数の泥火山が存在することが明らかとなっている。蒲生地区には、泥火山の活動に伴い多量の地下水と泥が噴出したためにできたと考えられる、直径約200 m、深さ30 mのすり鉢状の陥没地形が存在しており、トンネルは陥没地形の北側壁付近を通過している。また、ここにベーズン構造が認められるとしており、泥火山の活動に伴う陥没地形の形成が影響しているものとみられている。トンネルはこのベーズン構造の中央部を通過しており、難工事区間がこれに一致していた。泥火山の形成原因となった異常水圧・ガス圧によって岩盤が破壊されて強度が低下したことで、膨張性地山が形成されたものと考えられている。

### 線形および工区割

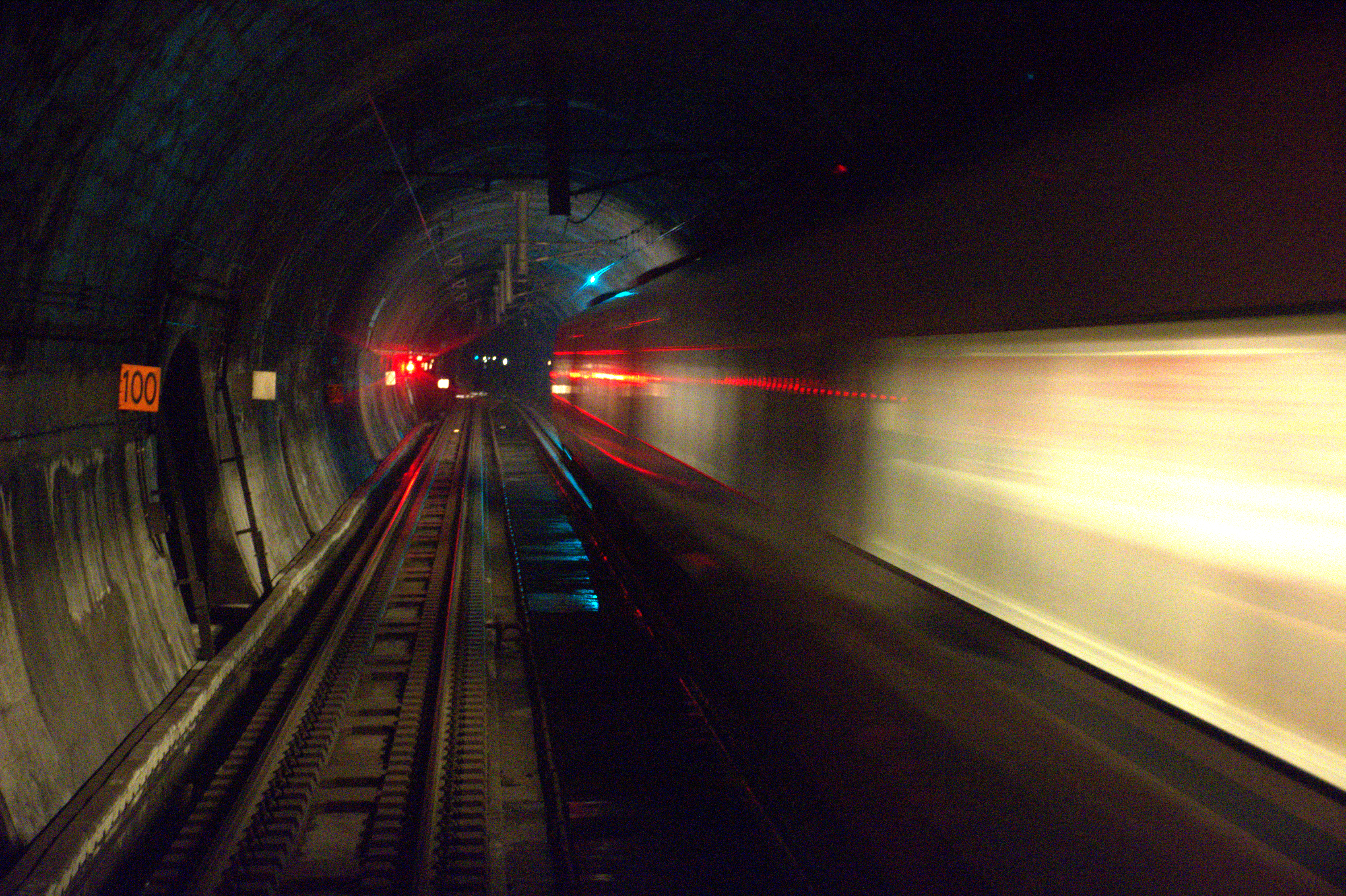
儀明信号場を通過する特急「はくたか」(待ち合わせの普通列車から撮影 2014年9月7日）

トンネルの縦断線形は、起点側（東側）から3パーミルの勾配で上り、まもなく10パーミルの下り勾配となって、終点側の一部に3パーミルの短い下り勾配が設定されている、トンネル両端に比べて中央部の高い拝み勾配になっている。トンネルは単線であるが、内部に儀明信号場が設置されており、一線スルー方式で全長240 mの列車が交換可能となっている。国鉄北越北線として建設されていた時に貨物列車の運行が計画されていたことから、この信号場の有効長はもともと460 mで設計されており、複線断面とされている区間の長さは680 mに達している。また、ほくほく大島駅（仮称頸城大島駅）は当初交換可能駅として設計されており、待避線の一部と安全側線が鍋立山トンネル内に設置されるため、終点側坑口が330 mにわたって複線断面となっている。ほくほく大島駅の交換設備は、第三セクター鉄道としての工事再開時に設置されないことに変更され、その後の高速化対応工事でもそのままとされたことから、この複線断面区間は単線で供用されている。トンネル内は当初非電化で計画されていたが、高速化に関連して直流1,500 Vの架空電車線方式で電化されている。トンネルの断面は、場所により通常の馬蹄形、円形、卵形などが使い分けられている。
トンネルのキロ程は工事誌本文によれば、六日町起点29 km573 m50から38 km690 m00までで、全長9,116.5 mである。しかし、国鉄線としての着工、第三セクター鉄道としての工事再開、高速化のための改良と3段階に渡って計画が修正され、そのたびにキロ程に変化が発生しており、工事誌巻頭の地図では29 km470 m17の地点から全長9,129.5 mのトンネルとされている。北越急行公式ウェブサイトによれば、全長は9,129.5 mであり、これにはスノーシェッド13 mを含んでいる。すなわち、トンネル本体の長さは工事誌の通り9,116.5 mである。以下の記事では工事中のキロ程に基づき記述する。
トンネルは、東から東工区、中工区、西工区の3つの工区に分けて施工された。このうち中工区は斜坑を用いて取り付き、両坑口へ向けて掘り進んでいった。東工区と西工区は両側坑口から工事を進め、早く工事の完了した東工区側からは中工区の迎え掘りを行っている。また、1981年（昭和56年）の西松建設技報では、中工区の範囲を31 km324 m - 34 km651 mの3,327 mであるとしており、この時点で西側の掘削は完了しているとしている。34 km651 m - 34 km711 mの60 mは、中工区その2工事として1981年（昭和56年）1月から3月にかけて施工されており、工事の進捗に応じて工区境が変更された可能性がある。
| 工区名   | 東                                   | 中                       | 西                                |
| -------- | ------------------------------------ | ------------------------ | --------------------------------- |
| 着工     | 1973年12月7日                        | 1973年12月7日            | 1973年12月17日                    |
| 竣工     | 1978年8月28日                        | 1995年11月7日            | 1982年3月25日                     |
| キロ程   | 29 km573 m50 - 31 km324 m            | 31 km324 m - 34 km711 m  | 34 km711 m - 38 km690 m           |
| 延長     | 1,750.5 m                            | 3,387.0 m                | 3979.0 m                          |
| 作業坑   | 換気立坑39 m、⌀=0.9 m 31 km320 m地点 | 斜坑293 m 34 km250 m地点 | 換気立坑125 m、⌀=1.6 m 36 km086 m |
| 施工業者 | 大林組                               | 西松建設                 | 熊谷組                            |

## 建設

### 東工区
東工区は大林組が請け負い、トンネル入口側の29 km573 m50から31 km324 mまでの1,750.5 mを掘削した。坑口から96.5 m（資料によっては100.5 m）までは明かり巻きとなっており、先にトンネル覆工を構築してからその上に土を盛って建設した区間である。この区間の上部は後に国道253号松代道路が建設されている。
以降の区間（図中のAブロック）はすべて単線馬蹄形断面の在来工法で施工された。坑口から400 mほどの区間は土被りが薄く、直上に民家や国道が位置していたことから、底設導坑先進上半工法を採用した。残りの区間はショートベンチ工法を用い、上半部はロードヘッダーを用いた機械掘り、下半部は発破工法を使用して掘削した。地山は良好で進捗は順調であり、平均月進は86.6 mに達した。しかし全長の覆工を終えて7か月ほどして路盤が膨れ上がる現象が発生し、インバートコンクリートや梁盤コンクリートを打設した。さらにその後路盤が膨れ上がったり覆工コンクリートに亀裂が入ったりしたことから、対策工事が行われている。
1973年（昭和48年）12月7日に着手し、1976年度（昭和51年度）中には中工区との境界まで掘削を完了した。その後坑口側の処理などを行って、1978年（昭和53年）8月28日に竣工となった。

### 西工区
西工区は熊谷組が請け負い、トンネル出口側の38 km690 mから34 km711 mまでの3,979 mを掘削した。その1 (1,600 m)、その2 (1,000 m)、その3 (490 m)、その4 (889 m)の4つの工事に分割されて施工されている。
1973年（昭和48年）12月17日に出口の坑口から着手した。出口部330 mは駅の一部をトンネル内に取り込む計画のため複線断面とし、上部半断面先進工法を用いてスムーズに施工された。単線断面区間ではショートベンチ工法を採用して単線馬蹄形1号型断面で順調に工事が続けられた。その3工事の後半から地山に膨張性が現れ、またガスの湧出が見られるようになって防爆型の設備を使用する必要が出てきた。しかしその1からその3の合計3,090 m（図中のGブロック）は平均月進79.2 mを達成した。
1977年（昭和52年）10月1日から西工区その4工事に着手したが、地質が急激に悪化して難航するようになった。このため吹付コンクリートとロックボルトを採用した新オーストリアトンネル工法 (NATM) が導入された。さらに地質の悪化をきたしたため35 km380 m地点から断面を単線馬蹄形から円形に変更した。1978年（昭和53年）4月には35 km348 m付近において切羽が崩壊する事故が発生し、復旧に3か月を要した。こうしたこともあり、それまで上半部と下半部の2段に分けて工事する2段ベンチであったものを、上中下に分ける3段ベンチに切り替えた。側壁の押し出しや路盤の盤膨れが激しく、縫い返し（一度掘った区間の掘り直し）が必要になる区間もあった。バックホウを用いた機械掘りを断念して、手掘りに切り替えなければならない区間もあり、また卵型断面の頂設導坑を先行させてそこから本坑を切り広げていく頂設導坑先進工法なども実施された。
北越北線の工事は1980年度（昭和55年度）の日本国有鉄道経営再建促進特別措置法（国鉄再建法）施行により凍結されることになった。トンネルに関しては、掘削中の切羽の閉塞工事や保安対策などの必要性から部分的に工事が継続され、鍋立山トンネルについては1982年（昭和57年）3月に工事が中断された。しかし西工区についていえば、中工区側と1981年度（昭和56年度）中に貫通したこともあり、1982年（昭和57年）3月25日に工事凍結の影響を受けることなくほぼ完成に漕ぎ着けた。ただし19 mについては導坑のみで、本坑断面への切り広げ工事が完了していなかった。この889 mの難工事区間（図中のFブロック）は平均月進20.2 mとなった。

### 建設中断までの中工区
中工区は西松建設が請け負い、31 km324 mから34 km711 mまでの3,387 mの区間を、34 km250 m付近に設けた儀明斜坑から掘削した。1973年（昭和48年）12月7日に着工し、実際の斜坑工事には1974年（昭和49年）8月に着手した。斜坑は全長293 m、14度の勾配で、断面積17.9平方メートルであった。77 mまで掘削を進めた時に、ダイナマイトで発破を行ったところ、溜まっていたメタンガスに引火してトンネル全体に火が走る爆燃という現象が発生した。発破時にトンネル内に作業員は残っていなかったため人的被害はなかったが、トンネル内に染み出してきた石油にも引火して爆燃後もチョロチョロと燃えているような状態で、危険性を恐れて多くの作業員が辞める原因となった。このため電気設備の防爆対策、ガス検定員の配置、検定爆薬の採用などの対策を必要とすることになった。
1975年度（昭和50年度）初めから本坑の工事に着手した。中工区はその1（33 km130 m - 34 km580 m、1,450 m）、その2（33 km049 m - 33 km130 m、81 m、34 km079 m - 34 km219 m、140 m、34 km651 m - 34km711 m、60 m、合計281 m）、その3（34 km580 m - 34 km651 m、71 m）、その4（31 km324 m - 31 km439 m、115 m）、その5（31 km439 m - 32 km404 m、965 m）、その6（32 km404 m - 33 km049 m、645 m）の6区間に分けて施工された。
斜坑の本坑への到達地点は、儀明信号場の設置のために斜坑交点の34 km250 mから六日町方に350 m、直江津方に330 mの延長680 mが複線となっている。まずこの複線区間を、斜坑から両側へ向かって掘削を開始した。この複線区間は鍋立山トンネルとしては比較的地質が良好な区間にあり、上部半断面先進逆巻工法（一部底設導坑先進工法）を採用して発破により工事を進めていった。一部地質の悪化した区間ではNATMも採用している。斜坑より六日町方ではメタンガスや石油などの浸出が見られた。複線区間でも一部膨圧により矢板が折れて仮巻コンクリートを併用する状況で、こうしたことから単線区間では円形断面として吹付コンクリートとロックボルトを併用しながらショートベンチ工法とミニベンチ工法で掘削を行った。
複線区間より犀潟方（西側）では、1978年（昭和53年）11月から1979年（昭和54年）4月にかけての6か月間でその3区間の71 mを、1981年（昭和56年）1月から3月までの2か月間でその2区間の60 mを施工し、西工区との工区境に到達した。その後の西工区側からの掘削により、西工区と中工区の間が貫通している。その3区間ではNATMの試験施工や各種計測を実施している。
複線区間より六日町方（東側）では、1976年（昭和51年）3月に単線区間の工事に着手した。円形断面でショートベンチ工法で600 mほど施工した。これは、断面積の大きなトンネルでは一度に掘ると切羽が崩壊してしまうため、上下に分割して先に上半から施工する方式である。地山を緩ませないために発破をせず、機械による掘削を採用した。しかし東へ掘削を進めるにつれて次第に地圧が大きくなり、やがて上半と下半の閉合が1週間ほどかかるショートベンチ工法では対応しきれなくなってきた。このため途中でミニベンチ工法に切り替え、2 - 3日ほどで上半と下半の閉合を行うようになった。
1977年（昭和52年）3月12日、33 km325 m - 357 mの約32 mの区間で支保工が座屈し始める変状が発生した。地質的に不安定な状態で地山強度が低く、異常な膨圧が働いたためと推定され、2か月ほどかけて掘り直し、支保工を取り替える工事を行った。また同年7月21日には、33 km225 m25 - 240 m25の15 mほどの区間で上半支保工の押し出しが見られ始め、補強工事を行ったが次第に崩壊していくようになった。ガス濃度が増大したことから爆発防止のために切羽付近の電源を切って作業員を退避させることになり、さらに崩壊が広がっていった。応急対策としてエアモルタルやミルクセメントを注入して地山を安定させ、その後全断面掘削で少しずつ掘りながら鋼管支保工を設置し吹付コンクリートとロックボルトを施工し、覆工を厚くすることで復旧作業を進めて、約2か月半で復旧が完了した。
最終的に図中のEブロックは、平均月進41.5 mとなった。複線区間は比較的良好であったものの、単線区間に入るにつれて次第に悪化し、一度掘った区間の掘り直しなどが発生している。
ショートベンチ工法でも極度の押し出しにより掘削が困難となったため、一度掘って応力解放させた後の再掘削では押し出しが少なくなると見られたことから、導坑を掘って押し出し変形させてから本坑の大きさに切り広げる中央導坑先進いなし工法に切り替えて掘削を行った。さらに薬液注入による地盤改良も実施した。しかし掘削する以上に崩壊して押し戻されることの繰り返しで、206 m掘削したところまでで手詰まり状態となり、1982年（昭和57年）3月31日に工事凍結を迎えることになった。凍結時点で33 km049 mまで掘削が完了していた。図中Dブロックは平均月進4.6 mに留まった。
儀明斜坑からの工事が難航していたこともあり、1978年（昭和53年）8月28日に先に竣工していた東工区側から、1979年（昭和54年）3月31日に迎え掘り工事に着手した。実際の掘削はこの年の11月から始まり、馬蹄形単線1号型断面で上半先進ショートベンチ工法で掘進した。地山は比較的良好で順調に工事が進められたが、次第に膨張性を示すようになり、掘削のやり直しが発生するようになった。東口側からの工事は最終的に1981年（昭和56年）8月24日に凍結となった。凍結までに東工区側から施工した距離は32 km404 mまでの1,080 m（図中のBブロック）で、平均月進は60.0 mであった。
このようにして、1982年3月に工事凍結となった時点で東工区と西工区はほぼ完成しており、中工区の掘削済み区間と合わせて8,472 mが掘削されていたが、中工区の中間に645 mの未掘削区間（図中のCブロック）が残された状態となった。

### 建設再開
国鉄線として建設できなくなった北越北線を第三セクター鉄道として建設することになり、1984年（昭和59年）8月30日に北越急行が設立された。こうして1986年（昭和61年）2月24日に東口側から工事が再開された。
まず卵型断面のショートベンチ工法で、上半をカッターローダー、下半をバックホウで掘削する方式で32 km578 mまでの174 mを掘削したが、仮インバートの盤ぶくれが激しくなり支保工の座屈などが発生したため断念した。続いて上部に直径3 mの導坑を先進させて地山の応力を解放させる導坑先進ショートベンチ工法に切り替えて32 km670 mまでの92 mを掘削したが、これも土圧が限度を超えて支保工の座屈などが発生して断念となった。結局、中央部に導坑のみを先に掘削して後に本坑への切り広げを行う方針として、中央導坑先進工法で掘削を行った。人力掘削により、25 cmの掘削を1サイクルとして、毎回吹付コンクリートの施工と支保工の建て込みを行ってわずかずつ前進したが、131 m掘削して32 km801 mに到達した時点で、1サイクル25 cmにつき3 m近い押し出しがあるような状況となり、これ以上の掘削が困難となった。結局、1987年度（昭和62年度）末には東口側から導坑掘削を続けることを断念した。
人力掘削では地盤が膨張してくる速度に追いつかず、かつ支保工が大きな圧力を受けて導坑の形や向きを制御するのが困難であったため、安全で高速な施工をするためにはトンネルボーリングマシン (TBM) を製作して投入するのが最良と判断された。300 tf/m2（約2.94 MPa）の土圧に耐え、3,500 tfの推進ジャッキの能力を持つTBMが設計・製作された。儀明斜坑口において1988年（昭和63年）7月にTBM発進基地を作る工事が開始され、1989年（平成元年）1月11日にTBMが発進した。当初は順調に工事が進んだが、やがて天端が崩落してずりを除去するためにTBMを一旦後退させなければならないことが増えていった。32 km984.5 mの地点までTBMにより前進したが、1989年（平成元年）2月15日に掘削中に押し出し量が急激に増加してTBMのカッターの回転が不可能となってしまった。そこでTBMを一旦後退させてカッターを回転させようと試みたが、TBMの後退速度より地山の押し出し速度が速く、掘削した区間をすべて押し戻されてしまった。掘削済みの本坑に出た後も地山の押し出しは止まらず、セメント袋を積み上げて築いた簡易バルクヘッドも破壊され、スチールファイバーを混ぜた厚さ3.0 mのバルクヘッドを打設してようやく押し出しを止めることができた。結局ほぼ100 mに渡って押し出され、TBM発進前より後退してしまった。
TBM掘削が順調に進められた区間は、工事中断前に薬液注入を行っていた区間であったことから、薬液注入が効果を上げるものとみて注入工法の検討が行われた。1989年（平成元年）7月24日から様々な薬液の試行を行いながら、手掘りのシールド工法を実施して前進した。東口側からも同様に1989年（平成元年）7月2日から注入を併用して前進し、ついに32 km851 m地点において1992年（平成4年）10月29日に導坑の貫通を迎えた。東口側は平均月進4.9 m、斜坑口側は1.5 mであった。
以降は本坑断面への切り広げ施工が行われた。東口側は1988年（昭和63年）5月8日から、導坑掘削済みの区間について本坑断面への切り広げが開始された。一方斜坑口側でも1993年（平成5年）1月13日に本坑断面への切り広げを開始した。切り広げ工事は超ミニベンチ工法を採用したが、導坑掘削時に行った薬液注入の効果や、ガスが事前に抜けていたことなどによって地山の特性が改善し、比較的順調に工事を進められた。それでも平均月進が10 m程度に留まる掘削の難しいトンネルであることに変わりは無かった。1995年（平成7年）3月7日、32 km937 m地点においてついに本坑の掘削工事が完了した。最終的なトンネルの完成は1995年（平成7年）11月7日で、1973年（昭和48年）12月7日の着工以来、途中の中断期間を含めて21年11か月を要したことになる。
鍋立山トンネル建設に関して、1994年（平成6年）5月26日に土質工学会賞を日本鉄道建設公団が受賞した。建設期間を通じた殉職者は5名であった。トンネルの総工費は299億2000万円であったが、このうち工事再開後の645 mだけで145億7500万円を投じており、この区間のメートル単価は約2260万円となっている。
こうして屈指の難工事となった鍋立山トンネルは、1997年（平成9年）3月22日の北越北線あらため北越急行ほくほく線の開通により供用開始となった。